# 三股町立三股中学校
三股町立三股中学校（みまたちょうりつ みまたちゅうがっこう）は、宮崎県北諸県郡三股町大字樺山（かばやま）にある公立の中学校。

## 概要
歴史
1947年（昭和22年）の学制改革により、新制中学校として創立。現校名となったのは1948年（昭和23年）。2022年（令和4年）に創立75周年を迎えた。
校訓
「明朗・誠実・賢明」
校章
1953年（昭和28年）制定。中央に「中」の文字を配している。
校歌
1957年（昭和32年）制定。作詞は長嶺宏、作曲は海老原直による。歌詞は3番まであり、各番の歌詞中に校名の「三股」が登場する。
通学区域
三股町全域。小学校区は以下の通り。
- 三股町立三股小学校
- 三股町立勝岡小学校
- 三股町立梶山小学校
- 三股町立宮村小学校
- 三股町立長田小学校
- 三股町立三股西小学校

## 沿革
- 1947年（昭和22年）- 学制改革が行われる（六・三制の実施）。
  - 4月1日 - 三股国民学校初等科は、新制小学校「三股村立三股小学校」に改組・改称。
  - 4月30日 - 三股国民学校高等科が、三股青年学校普通科とともに、新制中学校「三股村立三股中学校」に改組・改称。
  - 5月8日 - 三股村立三股中学校 開校式および入学式を挙行。当初、三股小学校に併設される。また、長田分校を設置（長田小学校に併置）。生徒数461名（本校415名・分校46名）、職員23名。初代校長に時任義彦が就任。
- 1948年（昭和23年）
  - 4月 - 校舎（10教室）が完成。
  - 5月2日 - 町制施行により、「三股町立三股中学校」（現校名）に改称。
- 1949年（昭和24年）
  - 2月 - 第一号棟が完成。
  - 12月 - 第三号棟が完成。
- 1951年（昭和26年）
  - 6月 - 運動場を拡張。
  - 10月 - 第四号棟が完成。
- 1953年（昭和28年）
  - 2月 - 校章を制定。
  - 3月 - 校旗を制定。
- 1954年（昭和29年）8月 - 図書館を改造。
- 1956年（昭和31年）5月 - 校門が完成。
- 1957年（昭和32年）5月 - 校歌を制定。体育館が完成。
- 1958年（昭和33年）5月 - ブラスバンドを設置。
- 1960年（昭和35年）8月 - 体育後援会を結成。
- 1961年（昭和36年）
  - 4月1日 - 長田分校が分離の上、「三股町立三股東中学校」として独立。
  - 7月 - 新校舎（6教室）が完成。
- 1962年（昭和37年）
  - 1月 - 産業教室が完成。
  - 4月 - 特殊学級を開設。
- 1963年（昭和38年）10月 - ミルク給食を開始。
- 1965年（昭和40年）8月 - プールが完成。
- 1966年（昭和41年）5月 - 給食センター設置による完全給食を開始。
- 1967年（昭和42年）10月 - 鉄筋コンクリート造3階建て西校舎の建設に着手。
- 1970年（昭和45年）3月 - 鉄筋コンクリート造2階建て管理棟校舎の一部が完成。
- 1972年（昭和47年）4月1日 - 三股町立三股東中学校を統合。
- 1982年（昭和57年）3月 - 南校舎特別教室（8教室）が完成。
- 1986年（昭和61年）2月 - 新体育館が完成。
- 1987年（昭和62年）2月 - 普通教室および多目的ホールを増築。
- 1992年（平成4年）1月 - 中校舎東側に3教室増築。
- 1997年（平成9年）
  - 2月 - 運動場の全面改修を実施。
  - 12月 - 創立50周年記念式典を挙行。
- 2001年（平成13年）3月 - プールの全面改修を実施。
- 2008年（平成20年）
  - 7月 - 中校舎の改築を完了。
  - 12月 - 南校舎の改築を完了。

## 交通
最寄りの鉄道駅
- JR九州 日豊本線 「三股駅」

最寄りのバス停留所
- 三股コミュニティバス（くいまーる） 「三股中学校前」停留所

最寄りの幹線道路
- 宮崎県道33号都城北郷線 「北樺」交差点

## 周辺
- 塚原児童公園
- JAみやざき都城地区本部三股支店
- 三股町立三股小学校
- 認定こども園 第一幼稚園
- 三股町立中央テニスコート
- 三股町弓道場
- 三股町健康管理センター
- 三股町役場
- 三股町中央公民館
- 三股町体育館・三股町多目的スポーツセンター
- 五本松児童公園
- 三股町立文化会館
- 三股町立図書館
- 三股町総合福祉センター
- 三股町ふれあい中央公園
- 都城警察署三股交番

## 参考資料
- 「三股町史」（1961年（昭和36年）6月8日, 三股町役場）p.342～p.345